# O Pianista
The Pianist (bra/prt: O Pianista) é um filme franco-germano-britano-polonês de 2002, do gênero drama biográfico, dirigido por Roman Polanski, com roteiro de Ronald Harwood baseado na autobiografia homônima do pianista Władysław Szpilman, interpretado por Adrien Brody.
The Pianist foi indicado a sete Oscars, incluindo na categorias de melhor filme e venceu nas categorias de Melhor diretor (Roman Polanski), melhor ator (Adrien Brody) e melhor roteiro adaptado (Ronald Harwood). O filme também ganhou outros prémios, entre eles 2 BAFTAs, 6 Césars, e a Palma de Ouro.

## Enredo
Władysław Szpilman, um famoso pianista judeu-polaco que trabalha na rádio de Varsóvia, vê seu mundo ruir com o começo da Segunda Guerra Mundial e a Invasão da Polônia em 1 de setembro de 1939. Após a estação de rádio ser bombardeada pelos alemães, Szpilman vai para casa e descobre que o Reino Unido e a França declararam guerra contra a Alemanha Nazista. Ele e a sua família alegram-se, pensando que a guerra vai acabar logo.
Quando a SS assume o controle de Varsóvia após a saída da Wehrmacht, as condições de vida da população judia rapidamente se deterioram e seus direitos são gradualmente retirados: primeiro eles limitam a quantidade de dinheiro para cada família, depois eles devem usar faixas nos braços com a Estrela de David para serem identificados e, eventualmente, no Dia das Bruxas de 1940, eles são forçados a ir para o Gueto de Varsóvia. Lá eles enfrentam a fome, perseguição, humilhação e o medo sempre presente de morte e tortura. Os nazistas ficam cada vez mais sádicos e as famílias presenciam muitos horrores infligidos a outros judeus.
A família de Szpilman, junto com outras centenas, são colocadas como parte da Operação Reinhard para deportação até um campo de extermínio em Treblinka. Enquanto os judeus são forçados a entrar em vagões de comboio, Szpilman é salvo no último segundo por um policial do gueto, que era seu amigo. Separado da sua família e entes queridos, ele consegue sobreviver. Primeiro ele é colocado em uma unidade de reconstrução alemã como um trabalhador escravo. Durante esse tempo, um outro trabalhador judeu confidencia a Szpilman duas informações críticas. Primeira: muitos judeus que estão vivos sabem que os alemães planejam matá-los. Segunda: que um levantamento contra os alemães está sendo preparado. Szpilman se oferece para ajudar. Ele é colocado para contrabandear armas para dentro do gueto, quase sendo apanhado numa ocasião. Mais tarde, antes do levante começar, Szpilman decide se esconder fora do gueto, contando com a ajuda de não-judeus que ainda se lembravam dele, como um antigo trabalhador da rádio. Enquanto se escondia, ele testemunhava vários horrores cometidos pela SS. Em 1943, ele finalmente testemunha o Levantamento do Gueto de Varsóvia que antes ele ajudou a formar e o que aconteceu a seguir, com a SS entrando no gueto e matando quase todos os judeus. Um ano se passa e a vida em Varsóvia se deteriora. Szpilman é forçado a fugir de seu esconderijo quando o vizinho de seu apartamento descobre sua presença e ameaça delatá-lo. Em seu segundo esconderijo, perto de um hospital militar alemão, ele quase morre de icterícia e desnutrição.
Em agosto de 1944, a resistência polaca monta a Revolta de Varsóvia contra a ocupação alemã. Szpilman testemunha insurgentes poloneses lutarem contra os alemães pela sua janela. Novamente, ele quase morre quando um tanque alemão atira no apartamento em que ele estava se escondendo. Varsóvia é completamente arrasada como resultado do conflito. Após a população sobrevivente ser deportada para fora das ruínas da cidade e da SS fugir do avanço do Exército Vermelho, Szpilman é deixado sozinho. Em prédios ainda em pé, ele procura desesperadamente por comida. Enquanto ele tenta abrir uma lata de picles, Szpilman é descoberto pelo capitão da Wehrmarcht Wilm Hosenfeld. Interrogando Szpilman e descobrindo que ele é um pianista, Hosenfeld pede que ele toque algo no piano que ainda sobrevive no prédio. O decrépito Szpilman, apenas uma sobra do grande pianista que ele fora, toca uma versão abreviada da Balada em Sol menor, de Frédéric Chopin.
Hosenfeld deixa Szpilman continuar se escondendo no prédio, dando a ele comida regularmente, salvando sua vida. Algumas semanas se passam e as forças alemãs devem evacuar de Varsóvia devido ao avanço do Exército Vermelho. Antes de ir embora, Hosenfeld pergunta a Szpilman seu nome e, ao ouvi-lo, diz que ele está apto para ser pianista (Szpilman sendo a versão polaca do alemão Spielmann, que significa "homem que toca"). Ele promete ouvi-lo na rádio de Varsóvia. Ele dá a Szpilman seu casaco da Wehrmacht e vai embora. Mais tarde, esse casaco quase mata Szpilman quando tropas polonesas, libertando as ruínas de Varsóvia, o confundem com um oficial alemão. Ele consegue convencê-los que ele era polaco.
Um grupo de recém libertados prisioneiros de um campo de concentração passam por um grupo de prisioneiros alemães. Um machucado prisioneiro alemão, que era na verdade Hosenfeld, chama os ex-prisoneiros. Ele implora para um deles, um violinista conhecido de Szpilman, para contactá-lo para que possam libertá-lo. Szpilman, que voltou a tocar na Rádio de Varsóvia, vai ao local tarde demais, todos os prisioneiros haviam sido removidos sem deixar rastros. Na última cena, ele toca Grand Polonaise brillante para uma grande plateia em Varsóvia. Antes dos créditos é mostrado que Szpilman continuou a viver em Varsóvia até sua morte em 2000 e que Hosenfeld morreu em 1952 em um campo de prisioneiros da KGB, porém foi postumamente honrado por salvar a vida de Szpilman.

## Elenco
- Adrien Brody .... Władysław Szpilman
- Thomas Kretschmann .... Capitão Wilm Hosenfeld
- Emilia Fox .... Dorota
- Michał Żebrowski .... Jurek
- Ed Stoppard .... Henryk
- Maureen Lipman .... Mãe Szpilman
- Frank Finlay .... Pai Szpilman
- Jessica Kate Meyer .... Halina
- Julia Rayner .... Regina
- David Singer .... Hansell
- Richard Ridings .... Sr. Lipa
- Daniel Caltagirone .... Majorek
- Valentine Pelka .... Marido de Dorota

## Produção
A história tem conexões com o diretor Roman Polanski, porque ele escapou do Gueto de Cracóvia quando criança após a morte de sua mãe. Ele viveu na fazenda de um polonês até o fim da guerra. Seu pai quase morreu nos campos de concentração, porém eles se reencontraram ao final de guerra.
Joseph Fiennes era a primeira escolha de Polanski para o papel principal, porém ele teve de recusar devido a compromissos com o teatro. Mais de 1400 atores fizeram testes para o papel de Władysław Szpilman. Insatisfeito com todos, Polanski procurou Adrien Brody, que ele achou ser ideal para o papel após encontrá-lo em Paris.
As filmagens começaram em 9 de fevereiro de 2001, no Studio Babelsberg, em Potsdam. O Gueto de Varsóvia e a cidade ao redor foram recriados em Babelsberg como eles seriam durante a guerra. Antigos quartéis soviéticos foram usados para recriar a cidade em ruínas.
Após as filmagens nos quartéis, a produção foi para uma vila em Potsdam que serviu como locação onde Szpilman encontra Hosenfeld. Em 2 de março de 2001 as filmagens foram para um hospital militar soviético abandonado em Beelitz, na Alemanha. Em 15 de março as filmagens dentro do estúdio começaram. A primeira cena filmada foi a que Szpilman presencia a resistência dos judeus do gueto atacando os alemães. A cena foi complexa para ser filmada devido aos inúmeros dublês e explosões. As filmagens no estúdio terminaram em 26 de março e foram para Varsóvia em 29 de março. O bairro de Praga, na capital polonesa, foi escolhido para as filmagens devido a abundância de prédios originais. O departamento de arte recriou propagandas e cartazes originais da época que foram colocados nos prédios.
As filmagens terminaram em julho de 2001 e foram seguidas por duas semanas de pós-produção.

## Recepção
O Pianista foi amplamente aclamado pela crítica, com a atuação de Brody, o roteiro de Harwood e a direção de Polanski recebendo elogios especiais. No site agregador de críticas Rotten Tomatoes, 95% das 190 avaliações dos críticos são positivas, com uma classificação média de 8,2/10. O consenso do site afirma: "VBem atuado e dramaticamente comovente, O Pianista é o melhor trabalho de Polanski em anos." O Metacritic, que usa uma média ponderada, atribuiu ao filme uma pontuação de 85 em 100, baseado em 40 críticos, indicando "aclamação universal".

## Prêmios e indicações
| Prêmio                | Categoria                              | Recipiente                                     | Resultado |
| --------------------- | -------------------------------------- | ---------------------------------------------- | --------- |
| Oscar da Academia     | Melhor Filme                           | The Pianist                                    | Indicado  |
| Oscar da Academia     | Melhor diretor                         | Roman Polanski                                 | Venceu    |
| Oscar da Academia     | Melhor ator                            | Adrien Brody                                   | Venceu    |
| Oscar da Academia     | Melhor roteiro adaptado                | Ronald Harwood                                 | Venceu    |
| Oscar da Academia     | Melhor edição                          | Hervé de Luize                                 | Indicado  |
| Oscar da Academia     | Melhor fotografia                      | Paweł Edelman                                  | Indicado  |
| Oscar da Academia     | Melhor figurino                        | Anna B. Sheppard                               | Indicado  |
| Prêmios Globo de Ouro | Melhor filme dramático                 | The Pianist                                    | Indicado  |
| Prêmios Globo de Ouro | Melhor ator dramático                  | Adrien Brody                                   | Indicado  |
| Festival de Cannes    | Palma de Ouro (Palme d'Or)             | The Pianist                                    | Venceu    |
| César                 | Melhor filme                           | The Pianist                                    | Venceu    |
| César                 | Melhor diretor                         | Roman Polanski                                 | Venceu    |
| César                 | Melhor ator                            | Adrien Brody                                   | Venceu    |
| César                 | Melhor roteiro                         | Ronald Harwood                                 | Indicado  |
| César                 | Melhor edição                          | Harvé de Luize                                 | Indicado  |
| César                 | Melhor desenho de produção             | Allan Starski                                  | Indicado  |
| César                 | Melhor fotografia                      | Paweł Edelman                                  | Venceu    |
| César                 | Melhor figurino                        | Anna B. Sheppard                               | Indicado  |
| César                 | Melhor música                          | Wojciech Kilar                                 | Venceu    |
| César                 | Melhor som                             | Jean-Marie Blondel Gérard Hardy Dean Humphreys | Venceu    |
| BAFTA                 | Melhor filme                           | The Pianist                                    | Venceu    |
| BAFTA                 | Melhor diretor (Prêmio David Lean)     | Roman Polanski                                 | Venceu    |
| BAFTA                 | Melhor ator                            | Adrien Brody                                   | Indicado  |
| BAFTA                 | Melhor roteiro adaptado                | Ronald Harwood                                 | Indicado  |
| BAFTA                 | Melhor fotografia                      | Paweł Edelman                                  | Indicado  |
| BAFTA                 | Melhor trilha sonora                   | Wojciech Kilar                                 | Indicado  |
| BAFTA                 | Melhor música (Prêmio Anthony Asquith) | Jean-Marie Blondel Gérard Hardy Dean Humphreys | Indicado  |